# Mbang
Pour les articles homonymes, voir Mbang (homonymie).
Mbang est une commune du Cameroun située dans la région de l'Est et le département de la Kadey.

## Population
Lors du recensement de 2005, la commune comptait 25 603 habitants, dont 7 323 pour Mbang intra-muros.

## Structure administrative de la commune
Outre Mbang proprement dit, la commune comprend les localités suivantes :
- Akom
- Amoure
- Attsiek
- Baboutou
- Bambouta
- Bamikok
- Bangué I
- Bangué II
- Bimba
- Bitouala
- Bokendja
- Dard
- Djampiel
- Djebadop
- Djecelon
- Djekout
- Djemiong
- Djouth I
- Djouth II
- Domiaka
- Eboueté
- Essiengbot
- Gbambala
- Gnonokdjikon I
- Gouabila
- Goute
- Kagnol I
- Kagnol II
- Kagnol III
- Kapang
- Kolafoum
- Kosso
- Kouedjina (Douokassa)
- Kwen-Kwen
- Lila
- Limpaya
- Mambelé
- Mayos
- Mbama
- Mbeslebot
- Mboboto
- Meta
- Mobambou
- Mokoko
- Mokolo
- Molobo
- Moloundou
- Mombel I
- Mombel II
- Mompack
- Mongobia
- Moudjendi I
- Moudjendi II
- Moundial
- Mpiel
- Ndeina
- Ndjang
- Ngao
- Njoknepoun
- Nkolbong
- Nogoula
- Nzeng
- Nzengoué
- Pepo
- Sebec Jp Kagnol III
- Siengboth
- Tikondi II
- Touki